# ماكس خيمينيز
ماكس خيمينيز (بالإسبانية: Max Jiménez)‏ هو صحفي وكاتب وشاعر كوستاريكي، ولد في 16 أبريل 1900 في سان خوسيه في كوستاريكا، وتوفي في 3 مايو 1947 في بوينس آيرس في الأرجنتين.